# Comocladia grandidentata
Comocladia grandidentata là một loài thực vật có hoa trong họ Đào lộn hột. Loài này được Britton mô tả khoa học đầu tiên năm 1910.